# Arabia Saudita en los Juegos Paralímpicos de Pekín 2008
Arabia Saudita estuvo representada en los Juegos Paralímpicos de Pekín 2008 por tres deportistas masculinos.

## Medallistas
El equipo paralímpico saudita obtuvo las siguientes medallas:
| Nombre             | Deporte   | Evento                          |
| ------------------ | --------- | ------------------------------- |
| Oro                |           |                                 |
| Osama Al-Shanquiti | Atletismo | Triple salto F12 masculino      |
| Plata              |           |                                 |
| Osama Al-Shanquiti | Atletismo | Salto de longitud F12 masculino |
| Bronce             |           |                                 |
| —                  |           |                                 |